# Grb Montserrata
Grb Montserrata sastoji se od štita, na kojem je Erin, žena u zelenoj halji, koja simbolizira Irsku. Erin drži harfu, koja se nalazi i na grbu Irske, i križ, simbol kršćanstva. Prvi naseljenici otoka bili su Irci, koje je u 17. stoljeću sa Svetog Kristofora i Nevisa izgnala politika Olivera Cromwella.
Ovaj se grb, koji datira iz 1909. godine, nalazi i na zastavi Montserrata.